# Окалево
Окалево (пол. Okalewo) — село в Польщі, у гміні Скрвільно Рипінського повіту Куявсько-Поморського воєводства.
Населення — 869 осіб (2011).
У 1975-1998 роках село належало до Влоцлавського воєводства.

## Демографія
Демографічна структура станом на 31 березня 2011 року:
|          | Загалом | Допрацездатний вік | Працездатний вік | Постпрацездатний вік |
| -------- | ------- | ------------------ | ---------------- | -------------------- |
| Чоловіки | 423     | 99                 | 273              | 51                   |
| Жінки    | 446     | 103                | 236              | 107                  |
| Разом    | 869     | 202                | 509              | 158                  |